# آلفی بیگز
آلفی بیگز (انگلیسی: Alfie Biggs; ۸ فوریهٔ ۱۹۳۶ – ۲۰ آوریل ۲۰۱۲) بازیکن فوتبال اهل بریتانیا بود.
از باشگاه‌هایی که در آن بازی کرده‌است می‌توان به باشگاه فوتبال بریستول راورز، باشگاه فوتبال پرستون نورث اند، باشگاه فوتبال سوانزی سیتی، و باشگاه فوتبال والسال اشاره کرد.